# Rocca di Papa
Rocca di Papa er en italiensk by (og kommune) i regionen Lazio i Italien, med omkring 17.512(2023) indbyggere. 